# Shannon Scott
Shannon Scott (Alpharetta, 21 dicembre 1992) è un cestista statunitense, professionista in NBDL e in Europa.
È il figlio dell'ex cestista Charlie Scott.

## Statistiche

### College
| Anno      | Squadra             | PG  | PT | MP   | TC%  | 3P%  | TL%  | RP  | AP  | PRP | SP  | PP  |
| --------- | ------------------- | --- | -- | ---- | ---- | ---- | ---- | --- | --- | --- | --- | --- |
| 2011-2012 | Ohio State Buckeyes | 36  | 2  | 10,6 | 28,2 | 5,6  | 22,2 | 1,1 | 1,7 | 0,5 | 0,1 | 1,2 |
| 2012-2013 | Ohio State Buckeyes | 37  | 0  | 20,9 | 41,1 | 33,3 | 62,7 | 2,8 | 3,8 | 1,7 | 0,3 | 4,9 |
| 2013-2014 | Ohio State Buckeyes | 35  | 21 | 26,9 | 43,2 | 30,2 | 68,3 | 3,4 | 3,4 | 2,0 | 0,1 | 7,5 |
| 2014-2015 | Ohio State Buckeyes | 35  | 34 | 30,5 | 41,2 | 28,4 | 74,2 | 3,6 | 5,9 | 1,7 | 0,1 | 8,5 |
| Carriera  | Carriera            | 143 | 57 | 22,1 | 40,5 | 28,0 | 66,2 | 2,7 | 3,7 | 1,5 | 0,2 | 5,5 |

### G League
| Anno      | Squadra          | PG  | PT  | MP   | TC%  | 3P%  | TL%  | RP  | AP  | PRP | SP  | PP  |
| --------- | ---------------- | --- | --- | ---- | ---- | ---- | ---- | --- | --- | --- | --- | --- |
| 2015-2016 | Raptors 905      | 48  | 37  | 29,0 | 39,9 | 31,9 | 73,9 | 3,9 | 5,7 | 1,6 | 0,1 | 9,2 |
| 2017-2018 | Long Island Nets | 49  | 41  | 28,3 | 41,3 | 33,5 | 81,7 | 4,1 | 4,9 | 2,3 | 0,1 | 7,9 |
| 2018-2019 | Long Island Nets | 46  | 33  | 30,4 | 37,4 | 32,5 | 76,7 | 5,1 | 5,9 | 1,1 | 0,3 | 9,0 |
| 2020-2021 | Long Island Nets | 15  | 12  | 24,2 | 40,3 | 30,0 | 50,0 | 3,3 | 4,4 | 1,1 | 0,2 | 4,3 |
| Carriera  | Carriera         | 158 | 123 | 28,7 | 39,4 | 32,5 | 77,0 | 4,2 | 5,4 | 1,6 | 0,2 | 8,3 |